# Portaavions

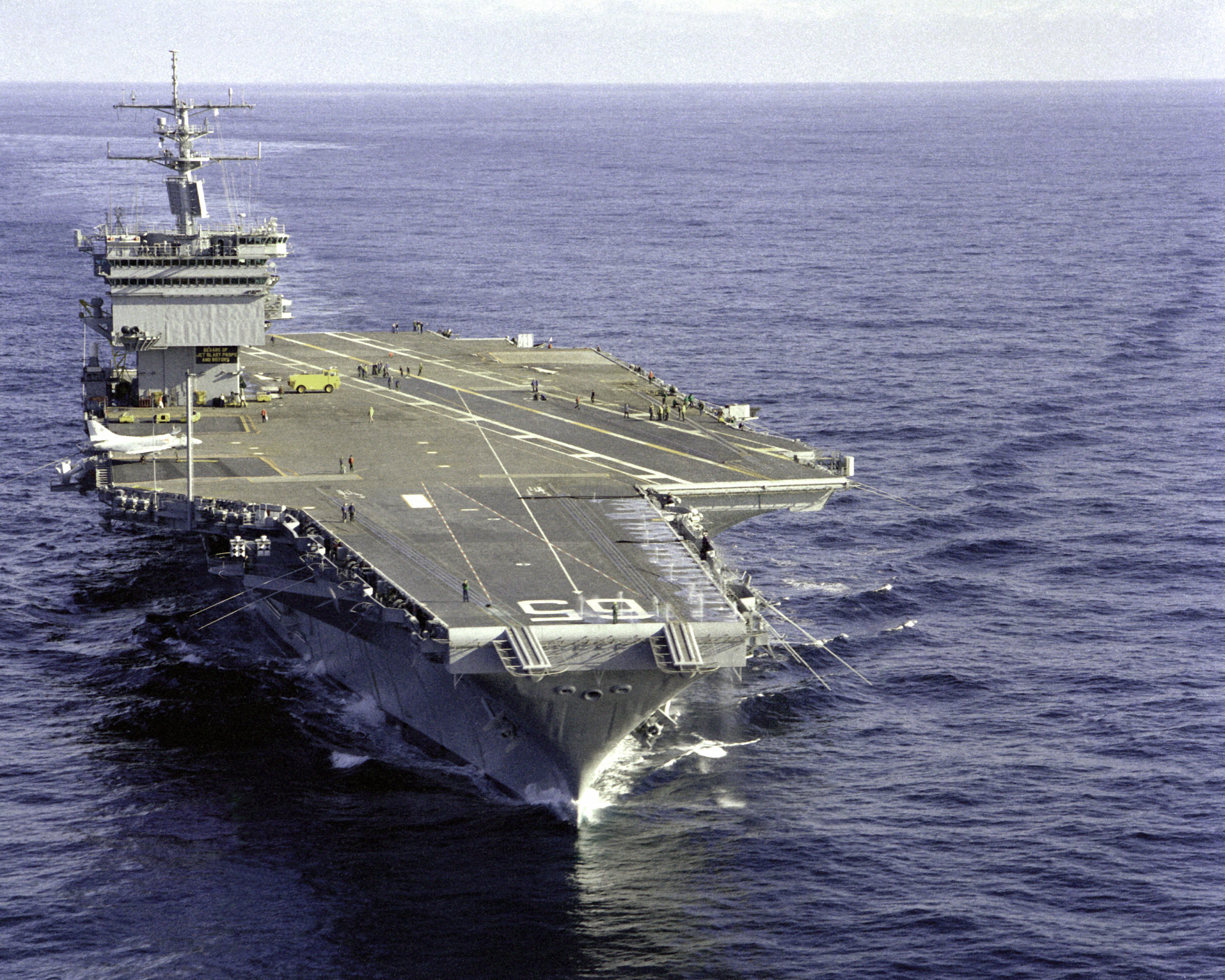
L'USS Enterprise (CVN-65), portaavions dels Estats Units.

Un portaavions és una nau de guerra dissenyada per permetre l'enlairament, aterratge i re-proveïment d'avions, i actuar com una base aèria naval. Els portaavions permeten a les forces navals tenir protecció aèria a gran distància sense necessitar bases aèries terrestres. Les armades modernes usen aquest tipus de nau com a element de projecció de força, juntament amb els grups amfibis. A banda, també es fan servir com a nau capital, un paper que abans prenia el cuirassat. El canvi parteix de la creixent importància de les forces aèries com a part clau de la guerra moderna, que va començar a la Segona Guerra Mundial.
Els portaavions sense escorta es consideren vulnerables a l'atac per altres vaixells, avions, submarins o míssils, i per això viatgen en grups de batalla. A diferència d'altres naus capitals del segle xx, l'única limitació en el disseny ha estat el cost.
Entre les innovacions més modernes i una mostra de l'estat actual de la tecnologia en els portaavions són les catapultes electromagnètiques que estalvien el prendre aigua del mar per a vapor i la coberta de vol amb rampa de salt. Existeixen en terra pistes amb una rampa perquè entrenin els pilots que operaran en aquests tipus de portaavions.

Els portaavions, són els navilis de guerra més grossos que existeixen, són cars i cal molt de temps per a construir-lesl. Es tendeix a fer cada vegada portaavions amb un eslora, mànega i desplaçament més grossos per transportar a l'hangar i operar en coberta més avions ràpidament i fer servir menys marins per manejar-los, gràcies a l'automatització.
El setembre de 2020, hi havia una vintena de portaavions operatius al voltant del món (comandats per nou armades) més els que estan en construcció. El Estats Units ja tenen portaavions nuclears classe Ford aprovats pel Congrés: el USS John F. Kennedy (CVN-79) i el USS Enterprise (CVN-80), un de més sent el quart de deu planejats per construir. Igualment, la Xina té dos portaavions en construcció.

## Història

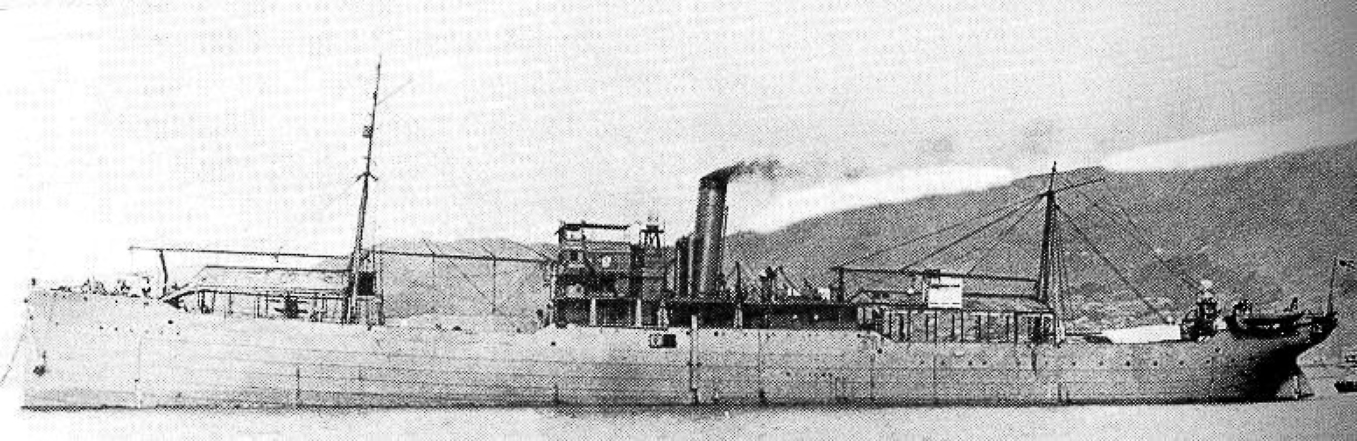
El vaixell porta-hidroavions japonès Wakamiya durant les primeres operacions de bombardeig aeri navals realitzades l'any 1914 durant el setge de Tsingtao.

Els primers vols pels germans Wright l'any 1903 van drt seguits, el 1910, pels experiments d'enlairament des d'un vaixell de la Marina dels Estats Units amb el creuer USS Birmingham. Els porta-hidroavions van ser els primers que entraren en servei. Així el setembre de 1914 la Marina Imperial Japonesa va desplegar el Wakamiya, els hidroavions del qual van fer els primers bombardeigs aeris navals al setge de Tsingato.
Els primers portaavions de grans dimensions es van dissenyar per tenir una coberta de vol contínua des d'on es poguessin enlairar avions convencionals. L'any 1918 els britànics van construir l'HMS Argus el primer portaavions amb aquesta capacitat. Els dissenys cvan evolucionar durant la dècada dels anys 1920 amb exemples com l'HMS Hermes i el Portaavions Hōshō japonès. La majoria dels portaavions originals eren conversions de bucs dissenyats originalment per ser vaixells de transport, creuers o cuirassats. El tractat naval Washington de 1922 va condicionar els dissenys i flotes previstes, així per exemple a les marines dels Estats Units i el Regne Unit podien arribar fins a les 135.000 tones de portaavions.

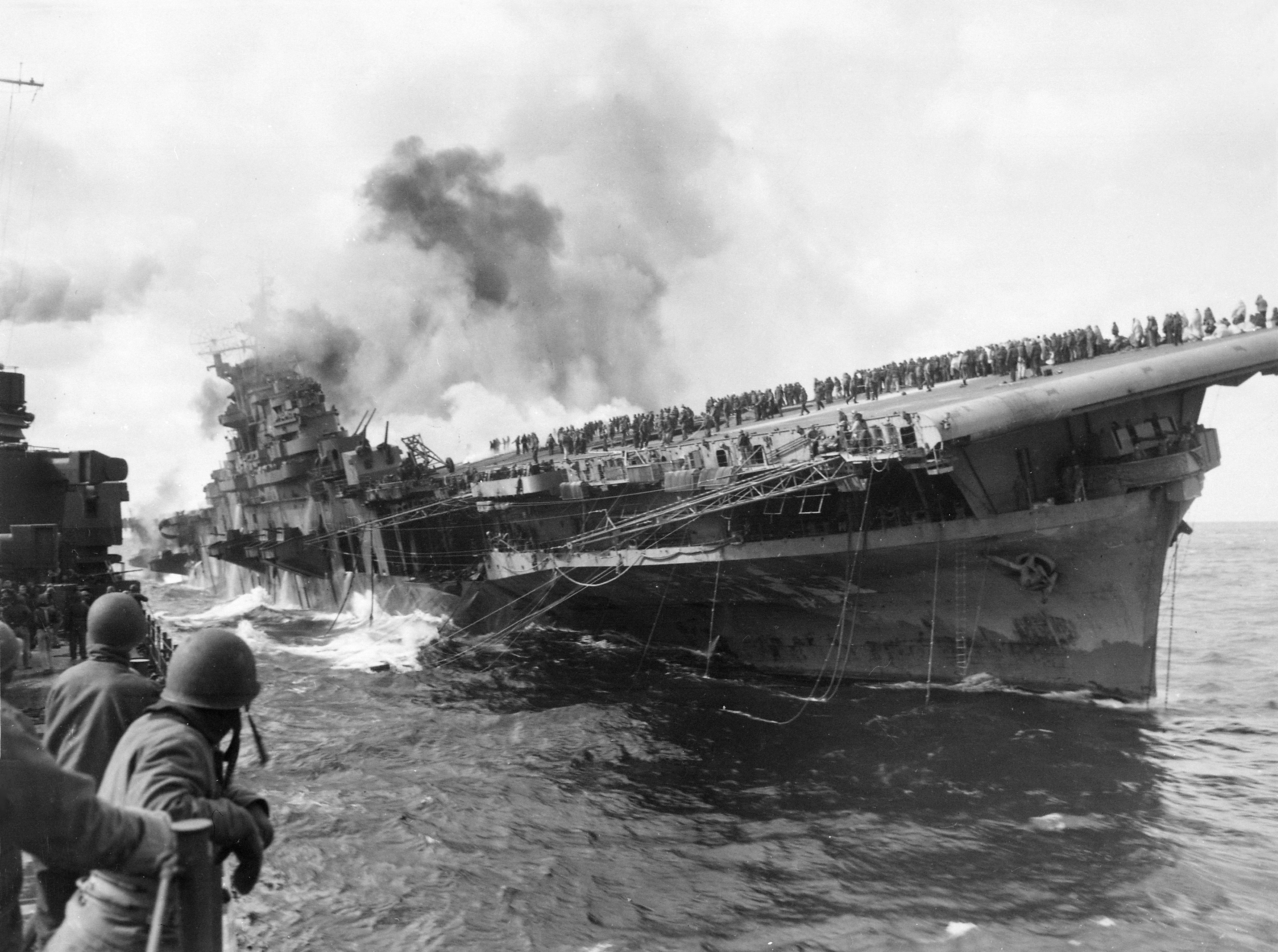
El portaavions americà USS Franklin enfonsant-se després d'un atac japonès el 19 de març de 1945.

Durant el període entreguerres també es van construir els primers portaavions dissenyats com a tals. Això els va permetre de tenir un capacitat d'operar amb més avions, i en va augmentar significativament la importància estratègica. Durant la Segona Guerra Mundial els portaavions van esdevenir els elements principals de les flotes dels Estats Units, el Japó i el Regne Unit. Per contra, la Kriegsmarine alemanya no va enllestir a temps el portaavions que tenia en construcció durant la Segona Guerra Mundial, el Graf Zeppelin.

### El paper crucial durant la Segona Guerra Mundial
Durant la dècada de 1920, diverses armades van començar a construir portaavions i fer-ne vaixells principals i de comandament. Durant la Segona Guerra Mundial, aquests vaixells van ser el nucli de la força naval dels Estats Units, Gran Bretanya i l'Imperi Japonès.
Els portaavions van servor extensivament en la Segona Guerra Mundial, i durant aquest temps se'n van construir de diversos tipus.
- Els portaavions escorta, així com el USS Bogue, només es van construir durant la Segona Guerra Mundial. Encara que molts portaavions van ser vaixells construïts amb aquest propòsit, la majoria van ser convertits a partir de vaixells mercants per a donar suport aeri als combois i les missions amfíbies.
- Els portaavions lleugers construïts pels nord-americans, com el USS Independence, van ser una versió més grossa, més capaç i més militaritzada de portaavions escorta. Encara que els portaavions lleugers portaven la mateixa quantitat d'avions que els portaavions escorta eren més ràpids com que provenien del disseny de creuers. La major velocitat els va permetre operar conjuntament amb portaavions més grossos. El concepte de portaavions lleuger establert el 1942 va servir a la Royal Navy fins a ben entrats els anys 1980.

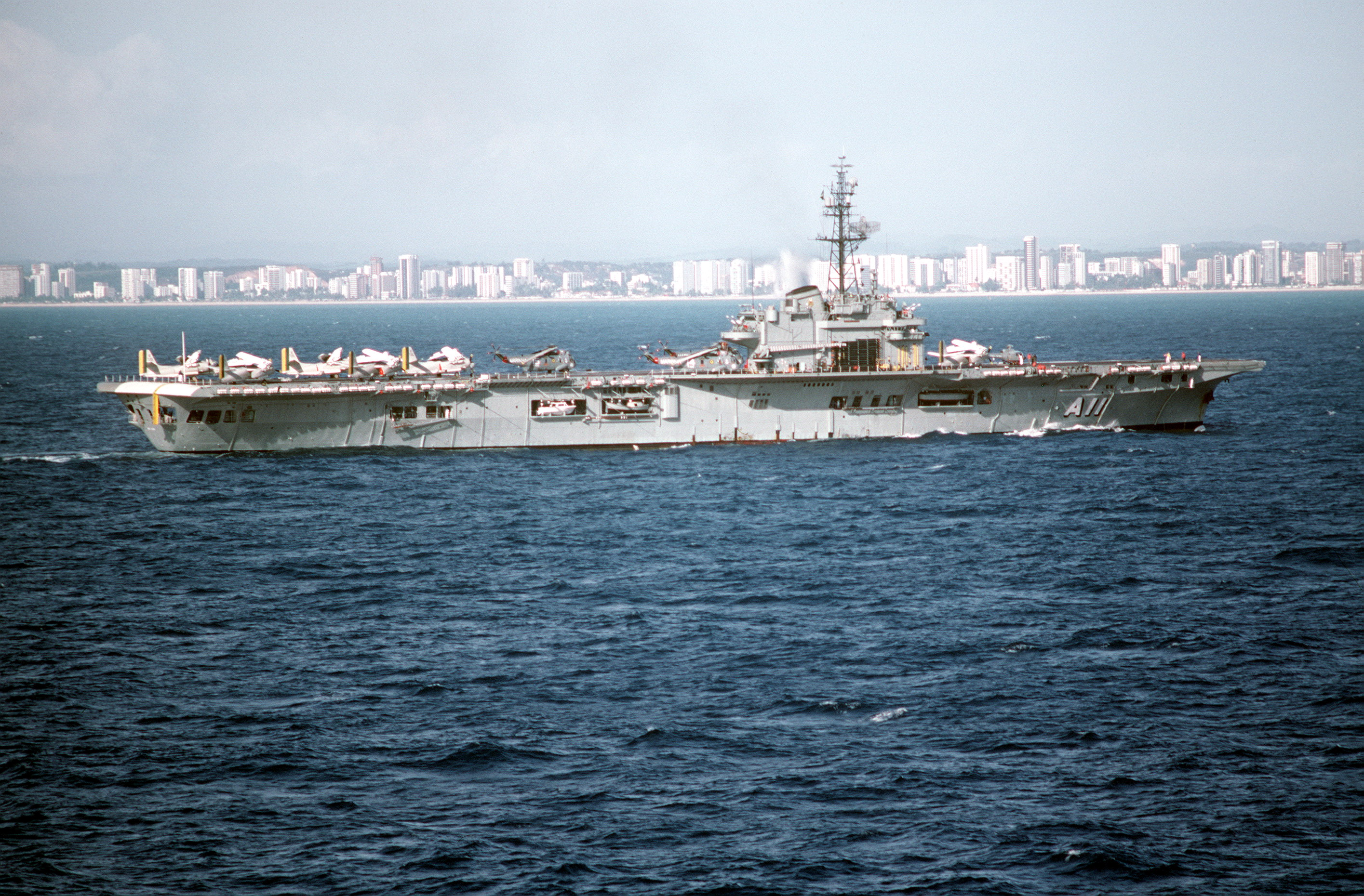
Portaavions brasiler Minas Gerais provinent d'un portaavions lleuger britànic

Els temps de guerra també van estimular la creació o conversió d'alguns portaavions poc convencionals. Els vaixells CAM (de l'anglès mercants amb catapulta) eren vaixells dissenyats per llançar els avions de caça però sense possibilitat de recuperar-les. Eren el resultat d'una mesura d'emergència durant la Segona Guerra Mundial, de la mateixa forma que els portaavions mercants. Els portaavions submarins, com el francès Surcouf, i la classe japonesa I-400 capaç de carregar tres avions Aichi Seiran van ser construïts en els anys 1920 però van tenir poc succés en la guerra.

### Els portaavions en l'actualitat

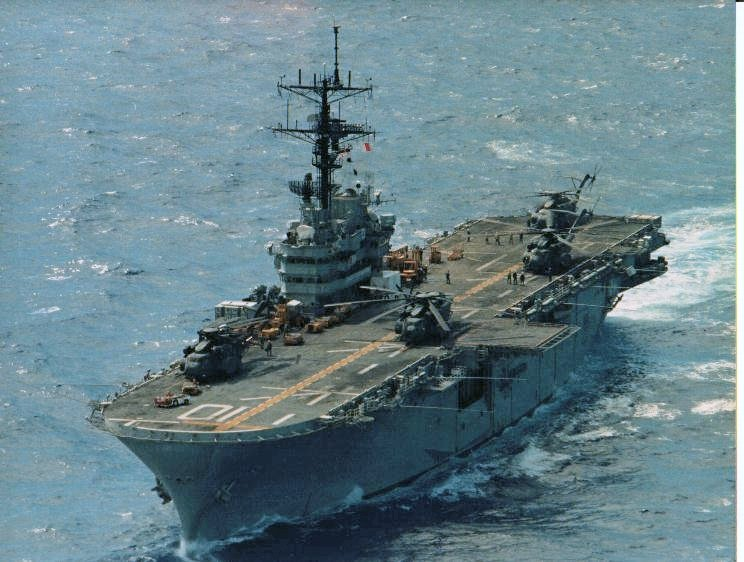
El, un buc de l'Armada dels Estats Units que portava helicòpters

Les armades modernes que operen vaixells com els portaavions els tracten com bucs capitals de la flota, un paper que van jugar abans els cuirassats. Aquest canvi va tenir lloc durant la Segona Guerra Mundial en resposta al fet que la força aèria es va convertir en un factor molt significatiu en la guerra, i a més el relleu va tenir la seva causa en l'abast superior, flexibilitat i eficàcia d'un portaavions. Després de la guerra, els portaavions van seguir incrementant en grandària i importància. Els superportaavions, que són capaços de desplaçar 75.000 tones o més, s'han convertit en el cim del desenvolupament del portaavions. Alguns estan alimentats per reactors nuclears i formen el nucli de les flotes enviades a operar a ultramar. Els vaixells amfibis d'assalt com el USS Tarawa i el HMS Ocean (L12), serveixen també amb el propòsit de portar i desplegar marines, i operar un gran contingent d'helicòpters per a aquest propòsit. També coneguts com els portaavions comando o portahelicòpters, tenen capacitat per operar avions VSTOL.
A causa de la falta de potència de foc respecte altres naus, com els creuers o destructors, els portaavions es consideren vulnerables a l'atac d'altres vaixells, avions, submarins, o míssils. Per això els portaavions solen anar acompanyats per un gran nombre d'altres vaixells per subministrar protecció a aquests, proporcionar subministraments i proveir de capacitats ofensives addicionals. A aquest grup se li denomina el grup de batalla de portaavions. No obstant això els portaavions actuals disposen de llança míssils i defensa antimíssil.
Abans de la Segona Guerra Mundial els tractats navals internacionals com el de Washington (1922), el de Londres de 1930 i el Segon de Londres de 1936 van limitar la grandària dels vaixells capitals incloent els portaavions. Els portaavions dissenyats des de la Segona Guerra Mundial no han estat limitats per cap consideració més que la pressupostària, per la qual cosa la seva grandària ha augmentat, actualment molt més a causa de l'increment de grandària de les aeronaus. La classe Nimitz de portaavions dels Estats Units té un desplaçament aproximadament quatre vegades major que la dels portaavions de la Segona Guerra Mundial, una conseqüència de l'increment de potència militar al llarg dels anys.
L'abril del 2023 va entrar en servei el primer portaavions de drons armats del món, el turc TCG Anadolu, fabricat per l'empresa local Sedef i basat en el disseny del portaavions Juan Carlos I espanyol de Navantia. Es va preparar per a portar els drons TB3 Bayraktar i Kizilema, alhora que també pot acollir l'avió de combat lleuger Hurjet i helicòpters.

## Tipus

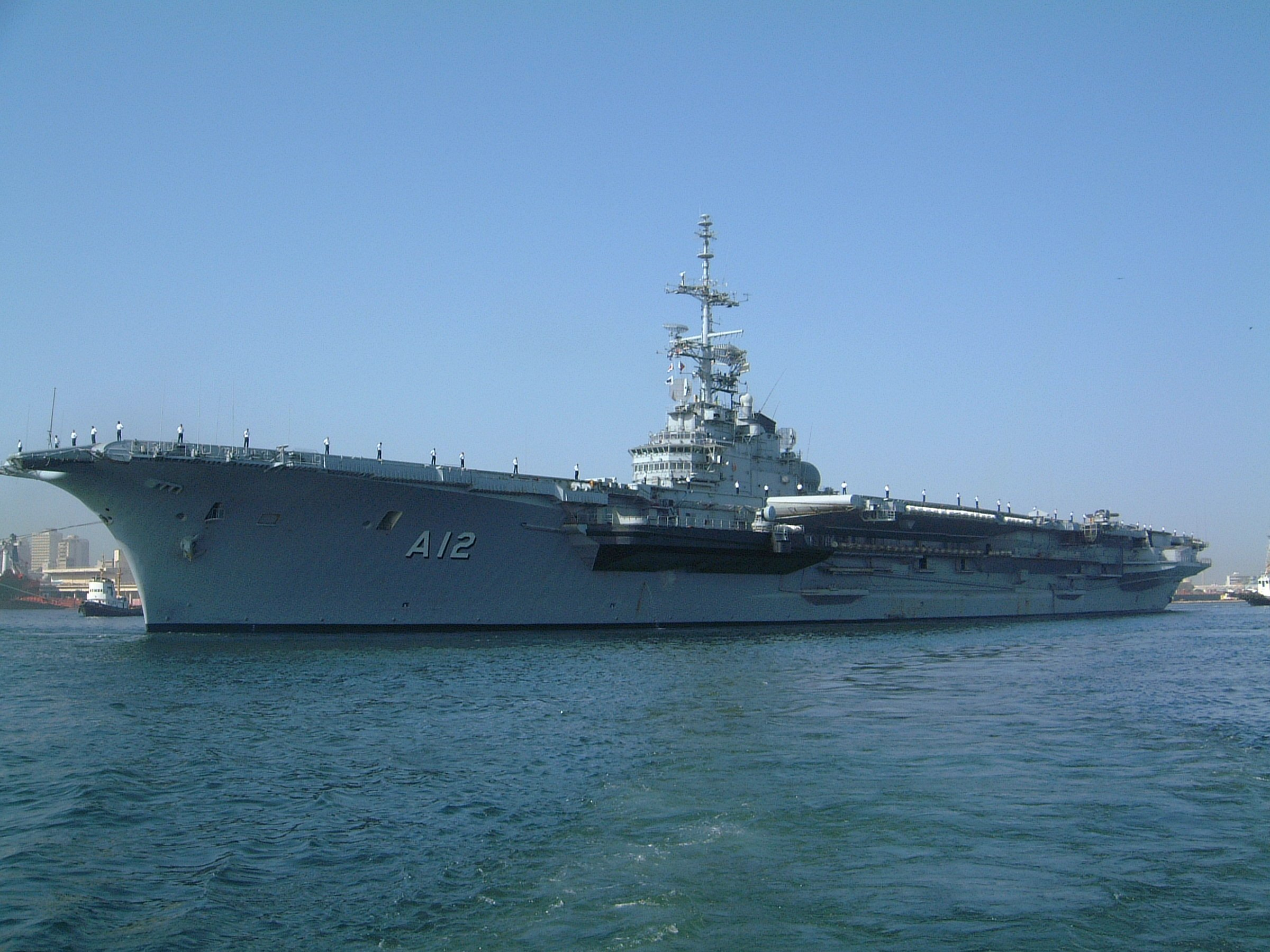
Portaavions brasiler São Paulo (A12)

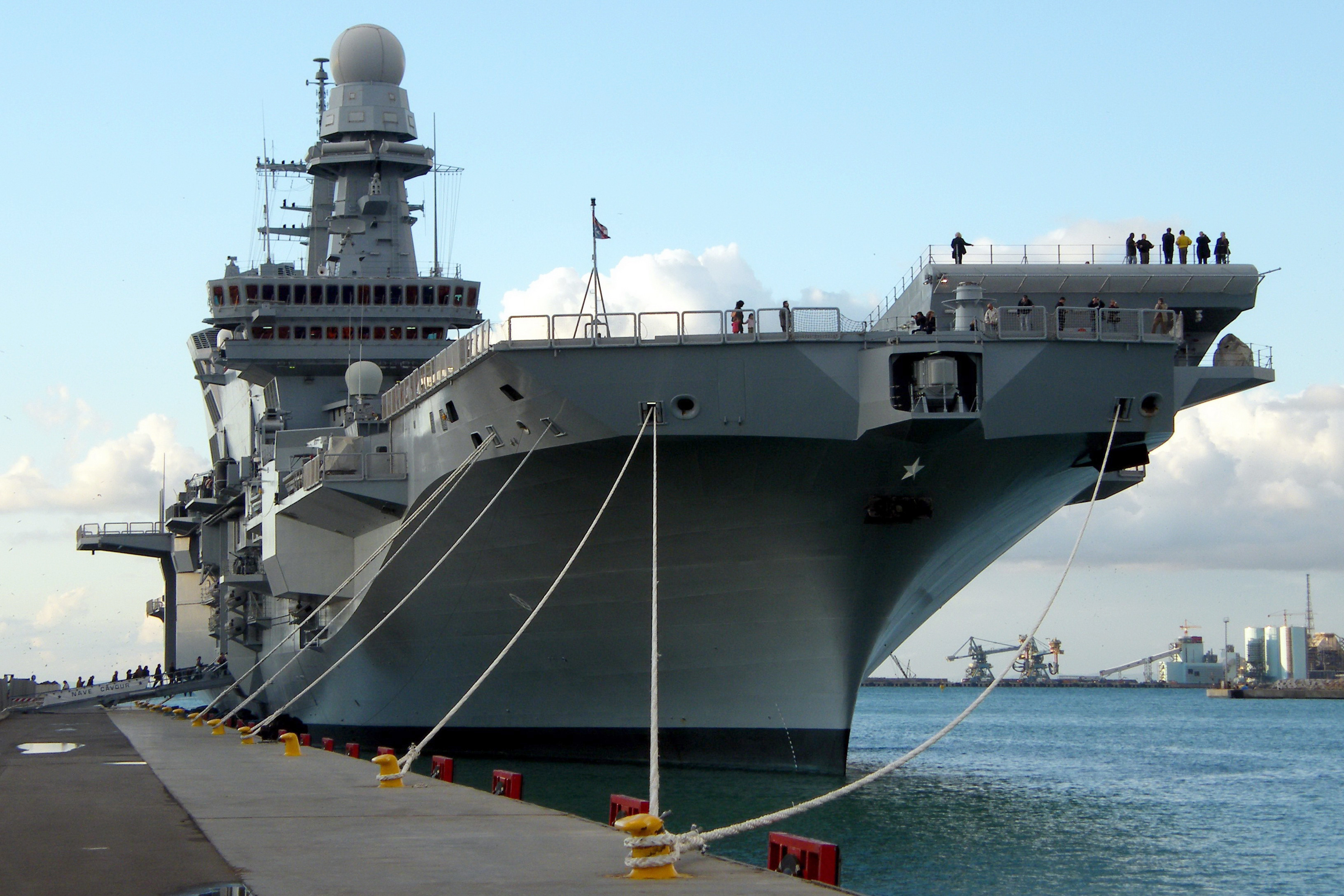
Portaavions italià Cavour (550)

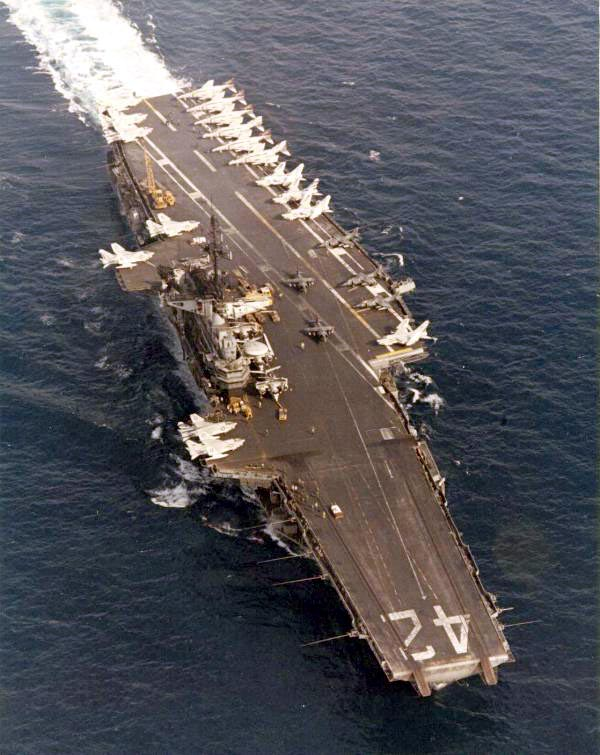
Harriers preparant-se per a l'enlairament en l'USS Franklin Roosevelt

### Pel seu propòsit
Un portaavions de flota s'utilitza per operar conjuntament amb la flota principal i proporcionar a aquesta una capacitat ofensiva. Aquest és l'objectiu dels portaavions més grossos capaços d'arribar grans velocitats i que existeixen en les armades actuals. En comparació dels portaavions escorta, més petits i lents, amb menor nombre d'avions, que estan dissenyats per proporcionar defensa a un comboi de vaixells. Molts d'ells es van fer convertint vaixells mercants en portaavions pel que no tenien la mateixa capacitat d'un portaavions més gran. Alguns tipus de portaavions són:
- Portaavions lleuger.
- Portahidroavions.
- Submarí portaavions.

### Per configuració
Existeixen tres tipus de configuracions principals d'un portaavions en servei, dividit per la manera en què l'avió s'enlaira i aterra:
- Enlairament per catapulta i recuperació per retenció, també CATOBAR (de les sigles en anglès Catapult-assisted take-off but arrested-recovery). Aquests portaavions generalment porten els majors, més pesats i els avions millor armats de la flota, encara que els CATOBAR més petits poden tenir altres limitacions (capacitat de pes dels elevadors...). Tres nacions operen actualment avions d'aquest tipus: deu per Estats Units, i un per França i un altre de Brasil, la qual cosa sumen dotze en servei.
- Enlairament curt però recobrament mitjançant detenció, també STOBAR (de les sigles en anglès Short take-off but arrested-recovery). Aquests portaavions estan generalment limitats a portar avions més lleugers amb ala fixa i més limitacions de càrrega. Els avions capaços de volar en aquest tipus són el Sukhoi Su-33 i el futur Mikoyan MiG-29K. Existeixen tres portaavions operatius, el rus Almirall Kuznetsov, el xinès Liaoning i l'indi Vikramaditya, aquest últim és una modificació de la Classe Kíev. El seu objectiu és assegurar el control aeri de la zona, assegurant tasques de defensa i superioritat aèria més que per realitzar una incursió, la qual cosa requeriria d'avions més pesats amb bombes i míssils aire-terra.
- Enlairament curt i aterratge vertical, també STOVL, (de les sigles en anglès Short Take-Off and Vertical Landing). Només poden portar aeronaus que siguin capaços de realitzar una aterratge vertical com el Hawker Siddeley Harrier i el Iàkovlev Iak-38. Són avions amb unes càrregues molt limitades, unes característiques més baixes i alt consum de combustible si es compara amb els avions convencionals d'ala fixa. L'Índia té un en servei i Itàlia té dos, la qual cosa suma 3 en servei. Regne Unit i Tailàndia té un cadascun però no tenen capacitat STOVL en l'actualitat.

### Per grandària
- Superportaavions.
- Portaavions de flota.
- Portaavions lleuger.
- Portaavions d'escorta.

## Coberta de vol

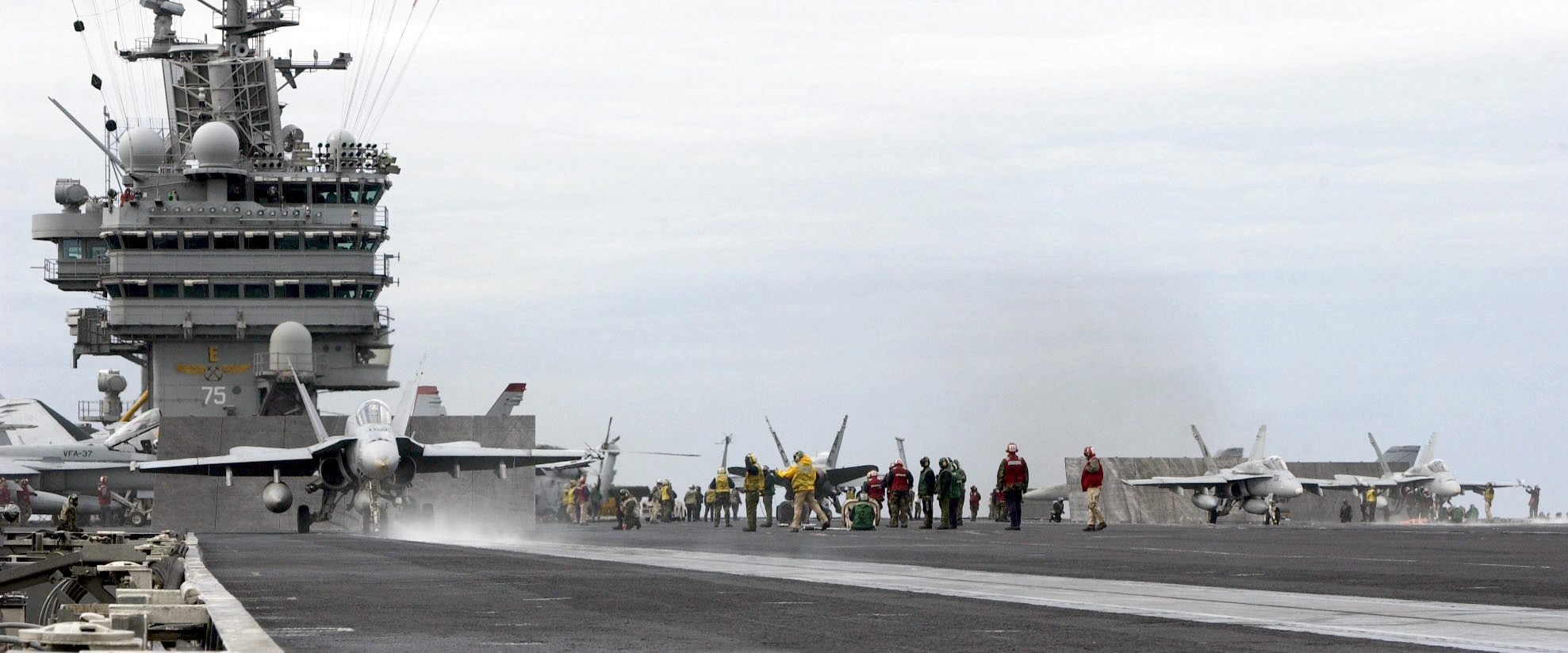
F/A-18 Hornet a la coberta de vol d'un portaavions de la classe Nimitz.

Els portaavions de disseny modern compten amb una coberta plana, a manera de pista d'enlairament i aterratge, que ocupa la part superior de vaixell i la major part de la seva eslora. Els avions s'enlairen per la proa i aterren per popa.
Els portaavions naveguen a velocitats elevades i rumb contra el vent durant els enlairaments, per tal d'incrementar la velocitat aparent del vent a la coberta i així facilitar l'enlairament dels avions.
Altres elements de la coberta de vol es diferencien en funció dels tipus d'avions utilitzats: convencionals o bé STOL i helicòpters. En el primer cas (com per exemple els grans portaavions dels Estats Units) requereixen catapultes especials que donen un impuls addicional que permet enlairar-se als avions. Per altra banda per reduir la distància d'aterrament es fa servir un sistema de cables que s'acoblen al ganxo de cua que porten els avions. Un sistema diferent és l'utilitzat per avions d'enlairament curt com ara els Harrier, que requereixen una coberta de vol amb un trampolí final (una petita elevació) i aterren autònomament de forma vertical. Els helicòpters aterren i s'enlairen verticalment, i doncs poden operar no sols en portaavions, sinó també en destructors o fragates amb coberta de vol.

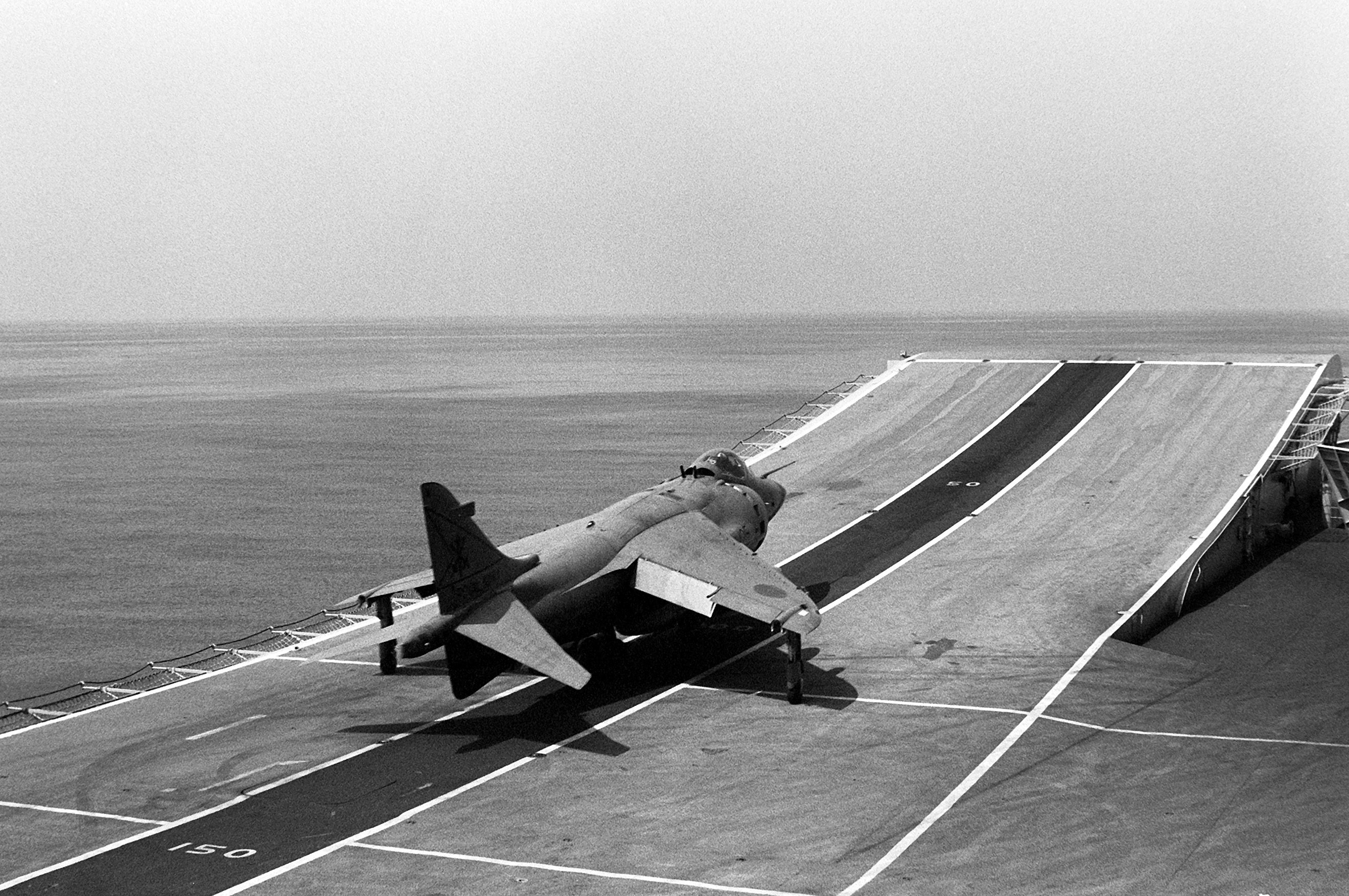
El trampolí final del portaavions HMS Invincible de la Royal Navy.

## Exemples d'avions embarcats
- Moderns:
  - F-4 Phantom II
  - F/A-18 Hornet
  - Dassault Rafale
  - Su-27 Flanker

## Portaavions destacats
- Príncipe de Asturias (portaavions)
- USS Enterprise (CV-6)
- Portaavions Akagi